# Evelyn Ashford
Evelyn Ashford (* 15. April 1957 in Shreveport, Louisiana) ist eine ehemalige US-amerikanische Sprinterin, die vier olympische Goldmedaillen gewann. Sie ist nach der Zahl der Goldmedaillen eine der sechs erfolgreichsten Leichtathletinnen (Stand: 2016).

## Karriere
Als 19-Jährige nahm sie an den Olympischen Spielen 1976 teil und erreichte den 5. Platz im 100-Meter-Lauf. An den Olympischen Spielen 1980 in Moskau durfte sie wegen des Olympiaboykotts der USA nicht teilnehmen, hätte dort aber vermutlich zu den absoluten Favoriten gehört.
1983 lief sie mit 10,79 s ihren ersten Weltrekord über 100 Meter, hatte aber bei den Leichtathletik-Weltmeisterschaften 1983 in Helsinki Pech, als sie mit einer Verletzung im Endlauf ausschied. 
Bei den Olympischen Spielen 1984 in Los Angeles hatte sie endlich den ersehnten großen Erfolg, als sie über 100 Meter eine Goldmedaille errang. Ihre Teilnahme am 200-Meter-Lauf musste sie aber erneut wegen einer Verletzung absagen. Ihre zweite Goldmedaille gewann sie über 4-mal 100 Meter. Am 22. August desselben Jahres kam es bei der Weltklasse Zürich zum Duell mit Marlies Göhr, die aufgrund des Boykotts nicht an den Olympischen Spielen teilgenommen hatte. Ashford lief das schnellste Rennen ihrer gesamten Karriere und gewann das Duell in der neuen Weltrekordzeit von 10,76 s.
Bei den Olympischen Spielen 1988 in Seoul wurde sie über 100 Meter von Florence Griffith-Joyner geschlagen, die zuvor auch ihren Weltrekord gebrochen hatte, und musste sich mit der Silbermedaille zufriedengeben. Eine Goldmedaille errang sie erneut über 4-mal 100 Meter.
Ihre letzte Olympiateilnahme war 1992 in Barcelona, wo sie über 100 Meter im Halbfinale ausschied, über 4-mal 100 Meter aber zum dritten Mal in Folge eine Goldmedaille errang. Ihre Karriere beendete sie 1993.
Evelyn Ashford hatte bei einer Größe von 1,66 m ein Wettkampfgewicht von 55 kg.